# Hongō (métro de Nagoya)
Hongō (本郷駅, Hongō-eki) est une station du métro de Nagoya sur la ligne Higashiyama dans l'arrondissement de Meitō à Nagoya.

## Situation sur le réseau
La station Hongō est située au point kilométrique (PK) 19,3 de la ligne Higashiyama.

## Histoire
La station a été inaugurée le 1er avril 1969.

## Services aux voyageurs

### Accès et accueil
La station, établie en extérieur, est ouverte tous les jours.

### Desserte
- Ligne Higashiyama :
  - voie 1 : direction Fujigaoka
  - voie 2 : direction Takabata